# Лекарти
Лекарти (пол. Lekarty, нім. Lekarth) — село в Польщі, у гміні Нове-Място-Любавське Новомейського повіту Вармінсько-Мазурського воєводства.
Населення — 243 особи (2011).
У 1975-1998 роках село належало до Торунського воєводства.

## Демографія
Демографічна структура станом на 31 березня 2011 року:
|          | Загалом | Допрацездатний вік | Працездатний вік | Постпрацездатний вік |
| -------- | ------- | ------------------ | ---------------- | -------------------- |
| Чоловіки | 124     | 35                 | 78               | 11                   |
| Жінки    | 119     | 24                 | 69               | 26                   |
| Разом    | 243     | 59                 | 147              | 37                   |